# Bapaume Post Military Cemetery
Le Bapaume Post Military Cemetery (Cimetière militaire de Bapaume Post, Albert)  est un cimetière militaire de la Première Guerre mondiale, situé sur le territoire de la commune d' Albert, dans le département de la Somme, au nord-est d'Amiens.

## Localisation
Ce cimetière est implanté au nord-est de la ville , sur la D 929, Route de Bapaume, à la limite des dernières constructions.

## Histoire
En juin 1916, la ligne de front traverse la route de Bapaume entre l'emplacement de ce cimetière et le village de La Boisselle. L'attaque de La Boisselle le 1er juillet ne réussit pas et plusieurs jours s'écoulèrent avant la prise du village. Le cimetière fut commencé presque aussitôt par les divisions engagées dans ce secteur et 152 sépultures  furent faites avant la fin janvier 1917, date à laquelle le cimetière fut fermé. Le 26 mars 1918, le cimetière, avec la ville d'Albert, tombe aux mains des Allemands, mais il est récupéré définitivement vers la fin du mois d'août.

Après l'armistice, des tombes des champs de bataille à l'est et à l'ouest du cimetière ont été apportées, y compris une grande partie de la 34e division (Tyneside), qui a attaqué le long de la route de Bapaume le 1er juillet 1916, et une partie de la 38e division (galloise), qui a repris Usna Hill le 23 août 1918.

Le cimetière contient maintenant 410 sépultures et commémorations de la Première Guerre mondiale dont 181 ne sont pas identifiées.

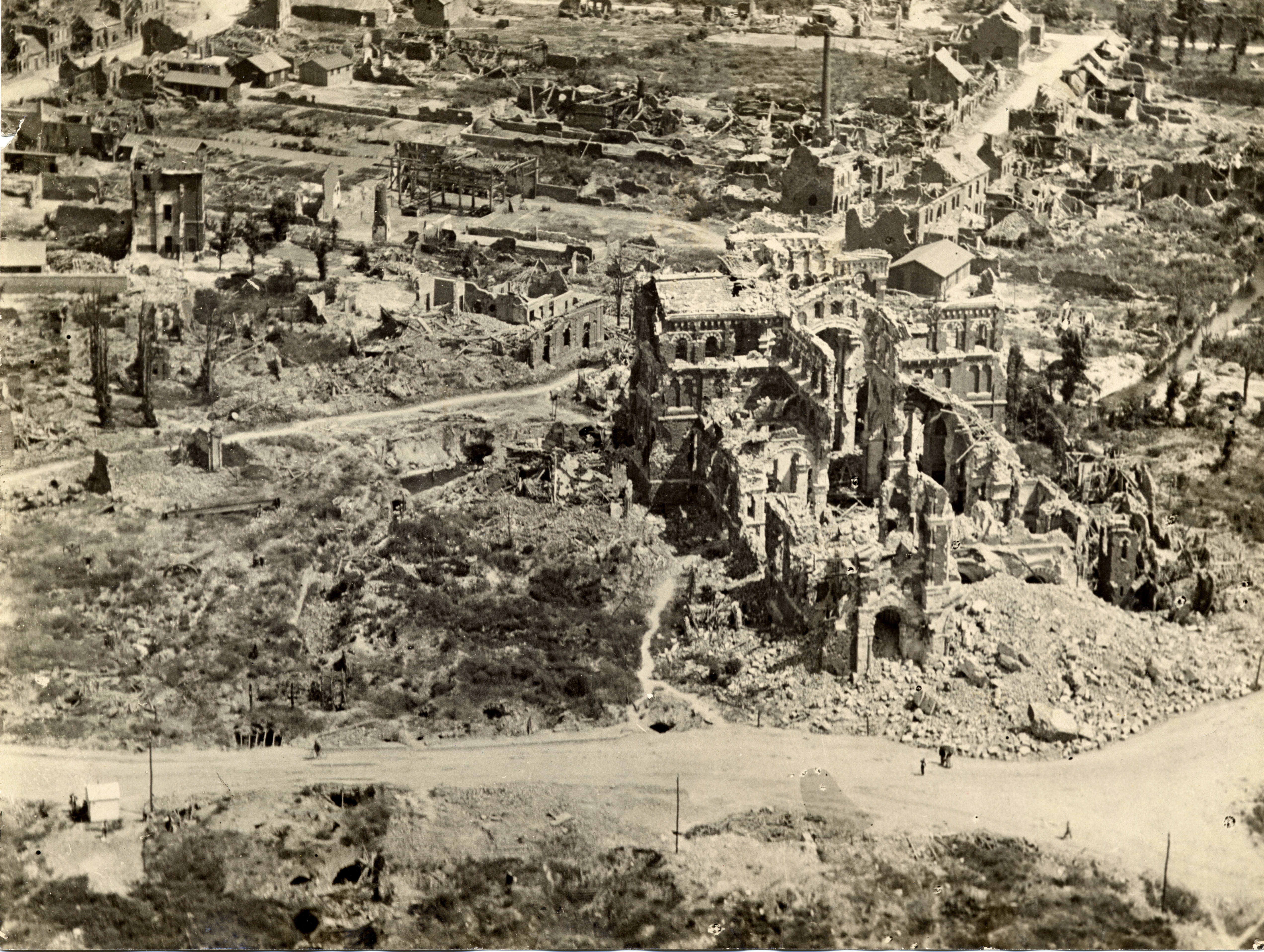
Ruines de la ville d'Albert à l'issue de la Première guerre mondiale.

## Caractéristiques
Ce cimetière a un plan rectangulaire de 40 m sur 30

Il est clos d'un muret de moellons.

Ce cimetière a été conçu par Charles Holden.

## Galerie

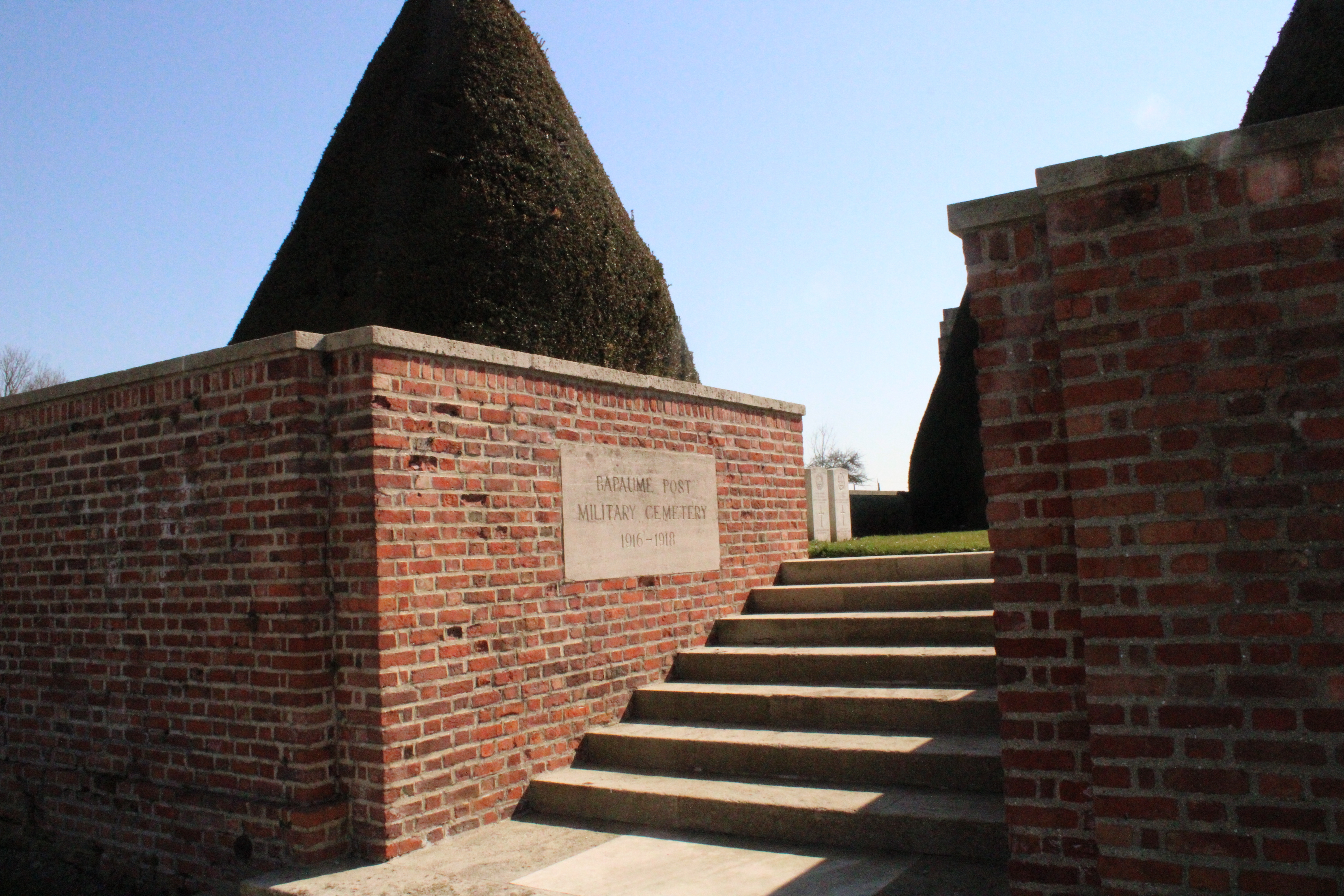
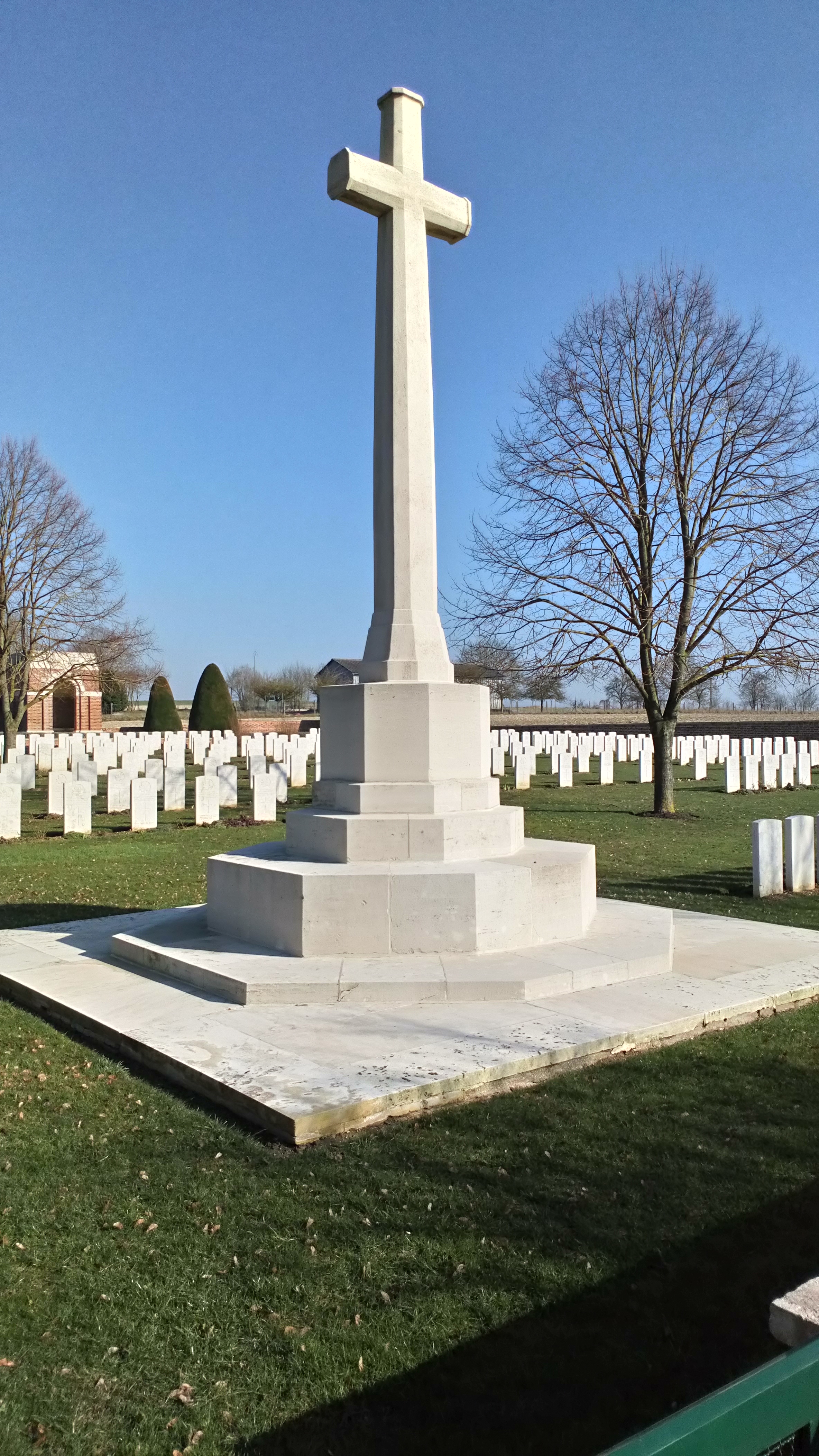
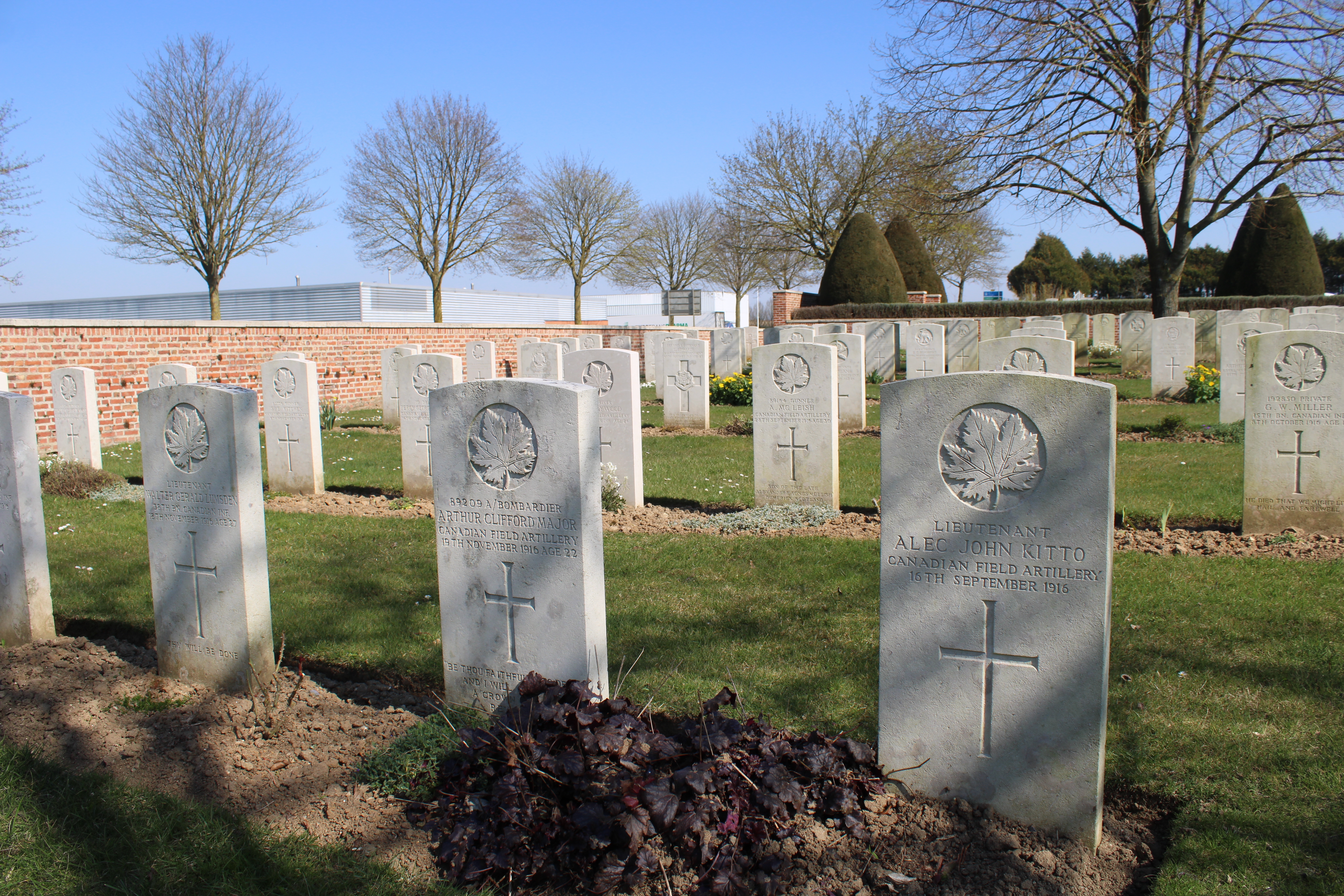
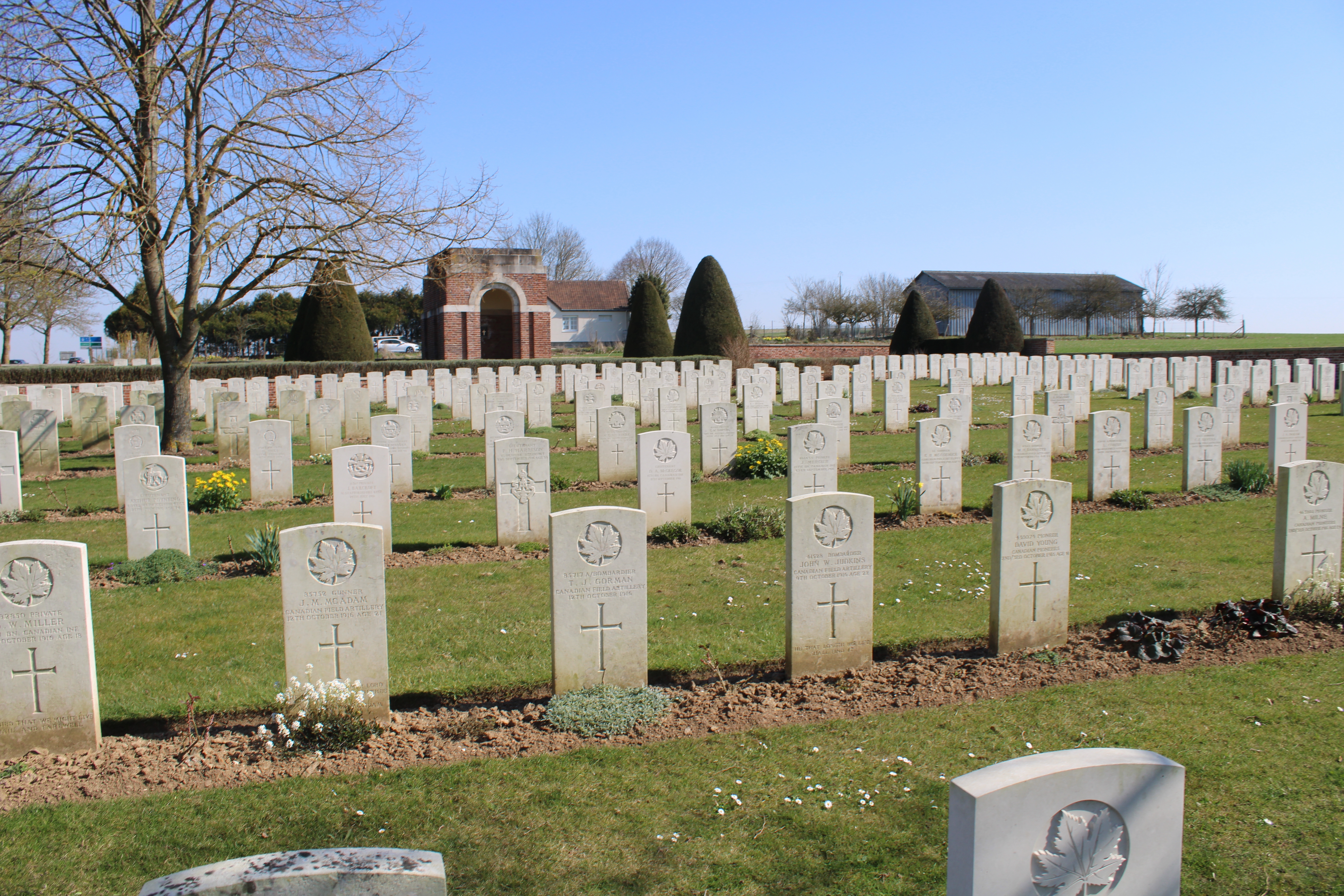
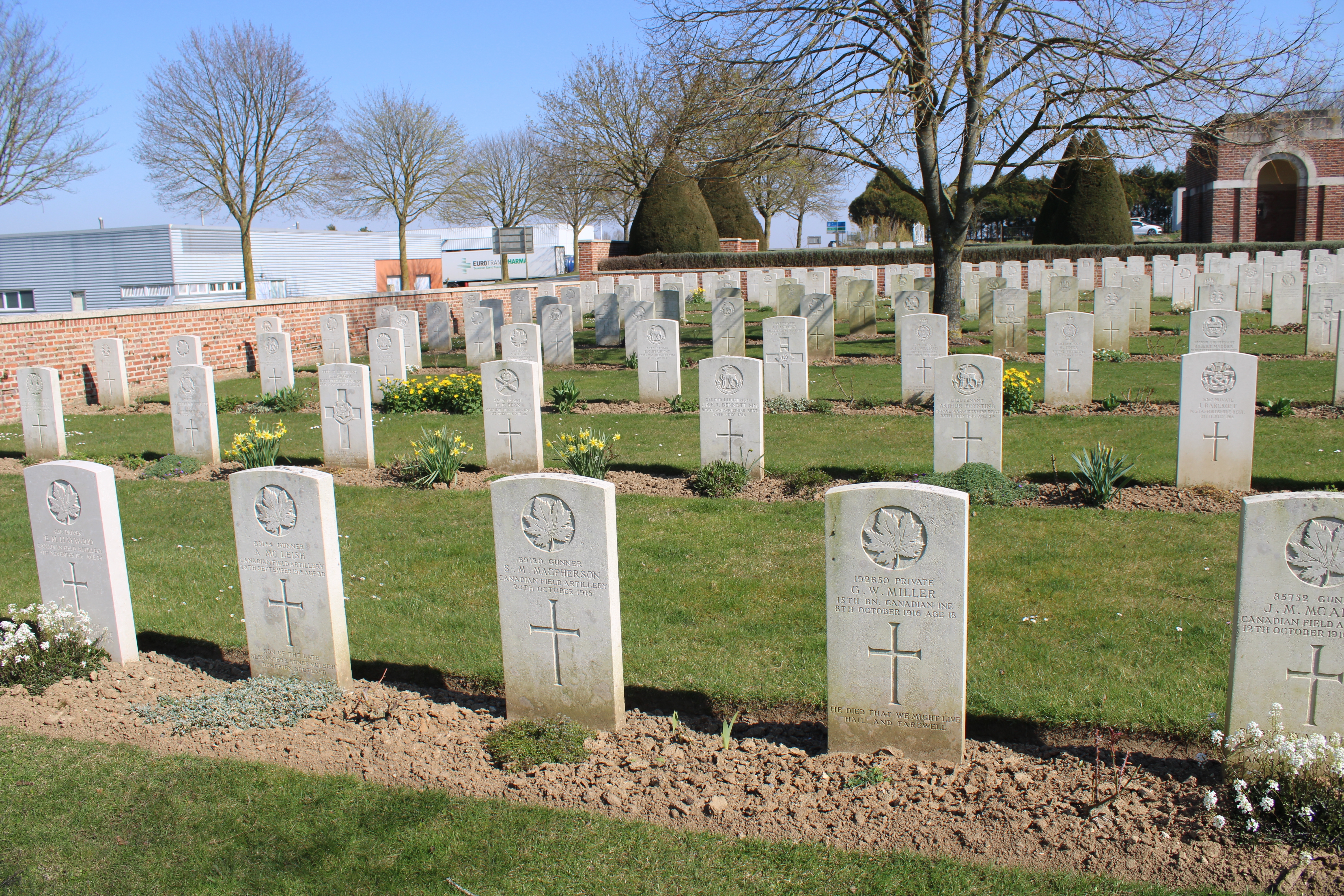
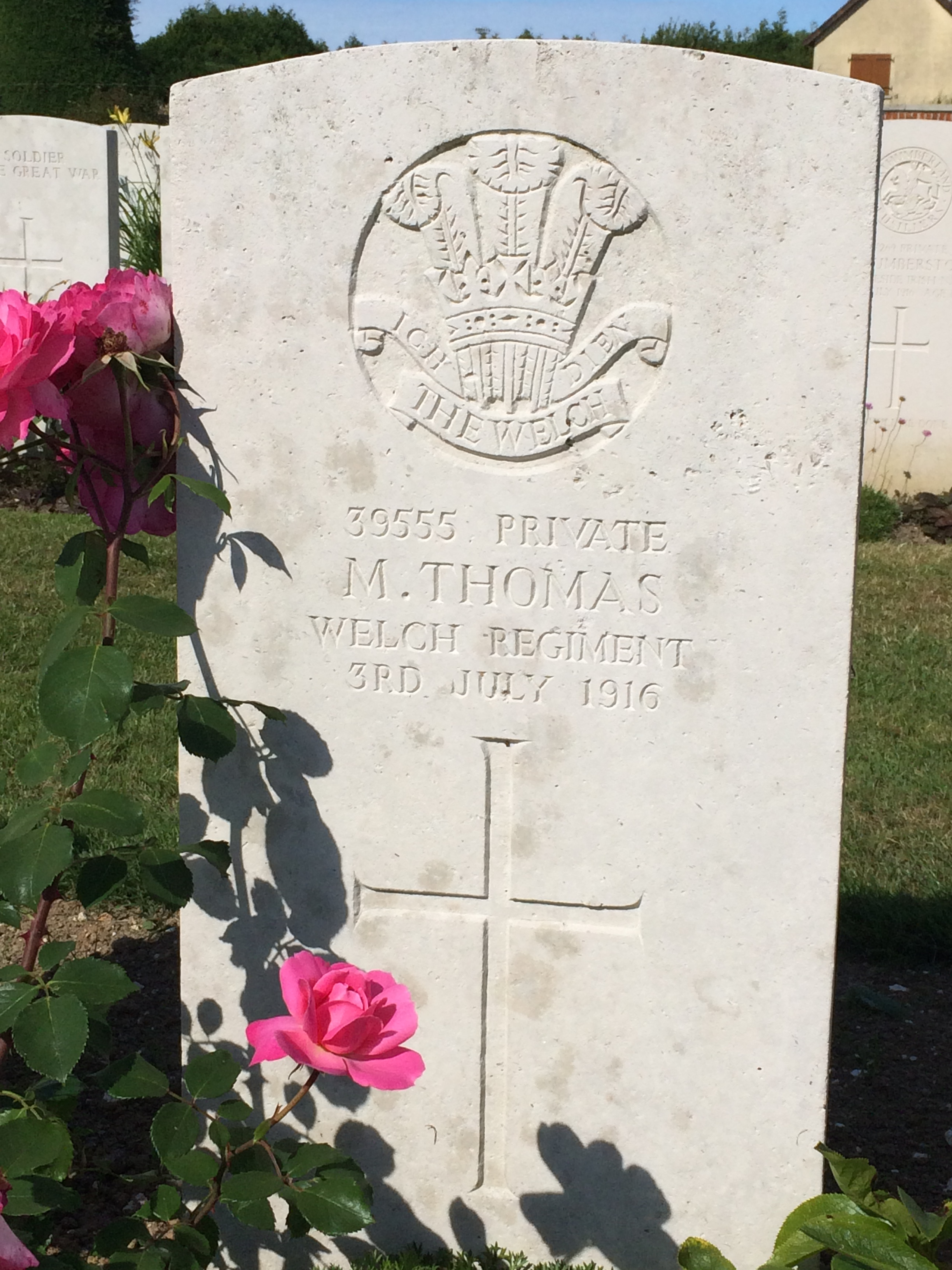

## Sépultures
| Pays           | Sépultures |
| -------------- | ---------- |
| Royaume-Uni    | 118        |
| Australie      | 55         |
| Afrique du Sud | 9          |
| Total          | 182        |